# Saint-Coutant (Deux-Sèvres)
Pour les articles homonymes, voir Saint-Coutant.
Saint-Coutant est une commune française, située dans le département des Deux-Sèvres en région Nouvelle-Aquitaine, à 37 km de Niort et à 47,9 km de Poitiers. La bourgade est située au bord du plateau mellois, sur le tracé d'une voie romaine et à l'aplomb du méridien de Greenwich.

## Géographie
À l'ouest de la commune s'étend le plateau mellois. Le bourg de la commune limitrophe de Saint-Vincent-la-Châtre est à 3 km, la ville de Melle à 11 km, et, plus loin dans la même direction, Niort, préfecture des Deux-Sèvres, à 37 km. À l'est s'ouvre la vallée de la Dive du Sud, qui prend sa source dans la commune de Saint-Coutant au lieu-dit Fontaine de Bruneau et passe près du château de Germain, puis sur les communes de Sainte-Soline, Lezay et Rom, avant de rejoindre le Clain, qui se déverse dans la Vienne. Un marché hebdomadaire a lieu les mardis à Lezay, chef-lieu de l'ancien canton qui dès 2015 fait partie du canton de Celles-sur-Belle. Lezay est à 4 km au nord-est; à 47,9 km dans la même direction est Poitiers, chef-lieu (jusqu'au 31e décembre 2015) de la région Poitou-Charentes.

### Communes limitrophes
|                         | Lezay                 |               |
| Saint-Vincent-la-Châtre | Saint-Coutant         | Sainte-Soline |
|                         | Clussais-la-Pommeraie |               |

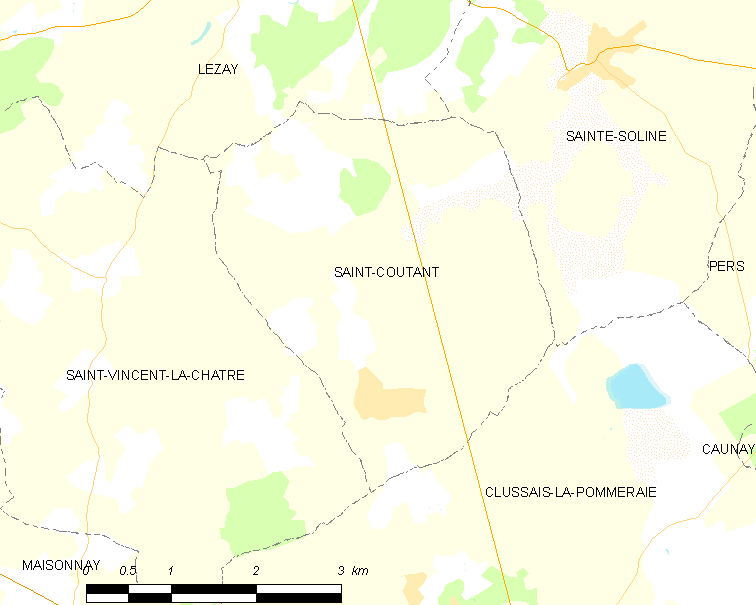
Carte de Saint-Coutant avec communes limitrophes.

Un sentier balisé de 8,5 km, avec panneaux d'observation scientifique (géologie, flore et faune, histoire) parcourt la partie nord de la commune.

### Climat
Pour des articles plus généraux, voir Climat de la Nouvelle-Aquitaine et Climat des Deux-Sèvres.
Historiquement, la commune est exposée à un climat océanique du nord-ouest.  
En 2020, Météo-France publie une typologie des climats de la France métropolitaine dans laquelle la commune est dans une zone de transition entre le climat océanique et le climat océanique altéré et est dans la région climatique  Poitou-Charentes, caractérisée par un bon ensoleillement, particulièrement en été et des vents modérés.
Pour la période 1971-2000, la température annuelle moyenne est de 12 °C, avec une amplitude thermique annuelle de 15 °C. Le cumul annuel moyen de précipitations est de 836 mm, avec 12,1 jours de précipitations en janvier et 7 jours en juillet. Pour la période 1991-2020, la température moyenne annuelle observée sur la station météorologique la plus proche, située sur la commune de Lezay à 4 km à vol d'oiseau, est de 12,6 °C et le cumul annuel moyen de précipitations est de 945,6 mm,. Pour l'avenir, les paramètres climatiques de la commune estimés pour 2050 selon différents scénarios d’émission de gaz à effet de serre sont consultables sur un site dédié publié par Météo-France en novembre 2022.

## Urbanisme

### Typologie
Au 1er janvier 2024, Saint-Coutant est catégorisée commune rurale à habitat dispersé, selon la nouvelle grille communale de densité à sept niveaux définie par l'Insee en 2022.
Elle est située hors unité urbaine et hors attraction des villes,.

### Occupation des sols
L'occupation des sols de la commune, telle qu'elle ressort de la base de données européenne d’occupation biophysique des sols Corine Land Cover (CLC), est marquée par l'importance des territoires agricoles (94,7 % en 2018), une proportion sensiblement équivalente à celle de 1990 (95,2 %). La répartition détaillée en 2018 est la suivante : 
terres arables (74,1 %), zones agricoles hétérogènes (14,2 %), prairies (6,4 %), zones urbanisées (2,9 %), forêts (2,4 %). L'évolution de l’occupation des sols de la commune et de ses infrastructures peut être observée sur les différentes représentations cartographiques du territoire : la carte de Cassini (XVIIIe siècle), la carte d'état-major (1820-1866) et les cartes ou photos aériennes de l'IGN pour la période actuelle (1950 à aujourd'hui).

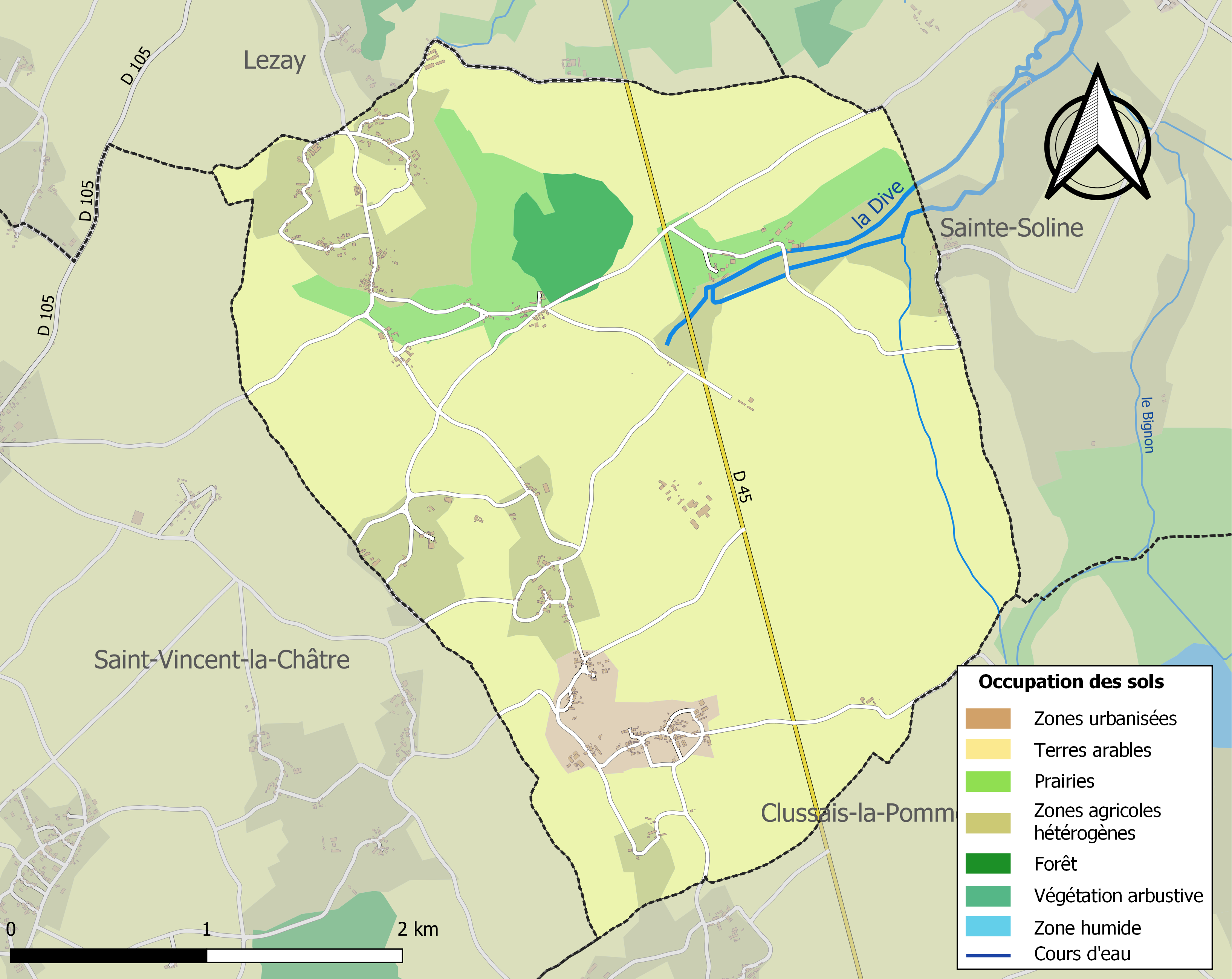
Carte des infrastructures et de l'occupation des sols de la commune en 2018 (CLC).

### Risques majeurs
Le territoire de la commune de Saint-Coutant est vulnérable à différents aléas naturels : météorologiques (tempête, orage, neige, grand froid, canicule ou sécheresse), inondations, mouvements de terrains et séisme (sismicité modérée). Un site publié par le BRGM permet d'évaluer simplement et rapidement les risques d'un bien localisé soit par son adresse soit par le numéro de sa parcelle.
Certaines parties du territoire communal sont susceptibles d’être affectées par le risque d’inondation par débordement de cours d'eau, notamment la Dive du Sud. La commune a été reconnue en état de catastrophe naturelle au titre des dommages causés par les inondations et coulées de boue survenues en 1982, 1999 et 2010,.

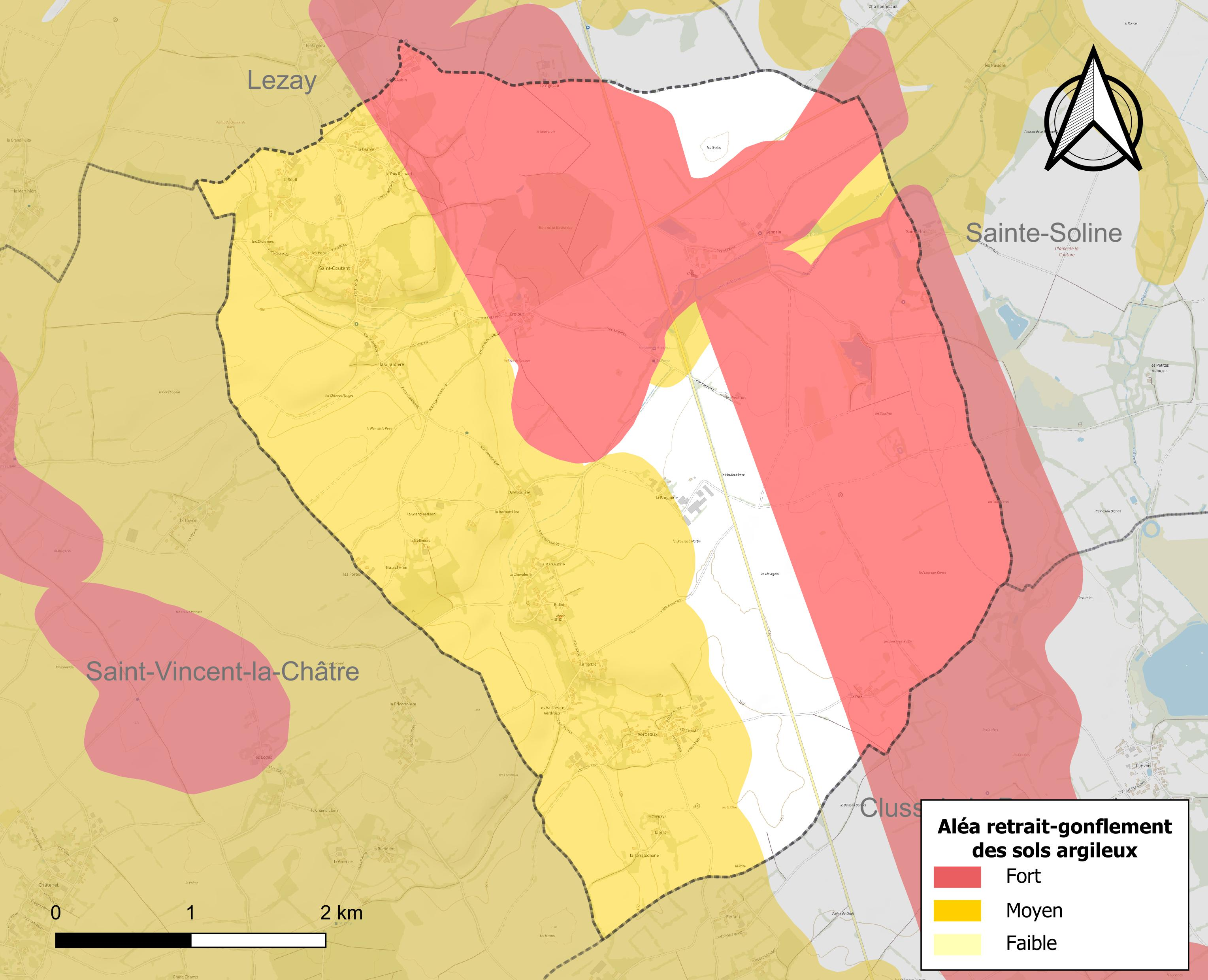
Carte des zones d'aléa retrait-gonflement des sols argileux de Saint-Coutant.

Les mouvements de terrains susceptibles de se produire sur la commune sont des tassements différentiels. Le retrait-gonflement des sols argileux est susceptible d'engendrer des dommages importants aux bâtiments en cas d’alternance de périodes de sécheresse et de pluie. 87,4 % de la superficie communale est en aléa moyen ou fort (54,9 % au niveau départemental et 48,5 % au niveau national). Depuis le 1er octobre 2020, en application de la loi ELAN, différentes contraintes s'imposent aux vendeurs, maîtres d'ouvrages ou constructeurs de biens situés dans une zone classée en aléa moyen ou fort,.
La commune a été reconnue en état de catastrophe naturelle au titre des dommages causés par des mouvements de terrain en 1999 et 2010.

## Histoire

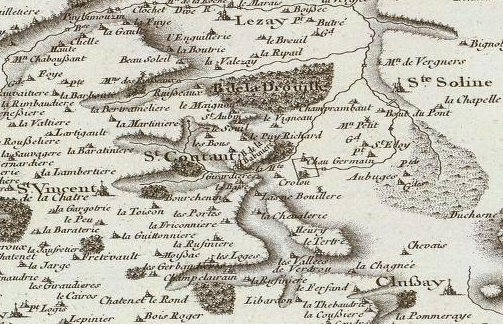
Carte de Saint-Coutant extrait de la carte Cassini de France (1750/1818).

Le nom de Saint-Coutant, dans sa forme latine Sanctus Constantius, se trouve pour la première fois dans un cartulaire de l'année 1092.
L'église Saint-Gilles et les bâtiments annexes sont ce qui reste d'un prieuré des augustins du XIIIe siècle, ruinés pendant les guerres de religion. L'abbé Clémot, au XVIIIe siècle, a reconstruit l'église et le presbytère à partir de ces ruines.
Entre l'église et le cimetière se trouvait un temple des protestants bâti au XIXe siècle (architecte : Jean-Baptiste Guillaud), abandonné puis démoli en 1984.
Le château de Germain, partiellement du XIVe siècle, est repéré dans des documents à partir de 1351. Dilapidé au XVIIIe siècle, il a été restauré au XXe siècle. À côté, le Moulin de Germain a été construit au XVIe siècle. En 1800 il avait trois roues pour faire la farine et une pour le foulage des étoffes.
En 1611 le domaine de Saint-Coutant dépendait de la vicomté d'Aulnay mais la châtellenie de Germain des marquis de Laval-Lezay. Au XVIIIe siècle Saint -Coutant relevait de la sénéchaussée et de l'élection de Poitiers. La paroisse de Saint-Coutant appartenait à l'archipresbytère de Rom.

## Politique et administration
| Période   | Période   | Identité       | Étiquette | Qualité |
| --------- | --------- | -------------- | --------- | ------- |
| mars 2008 | mars 2014 | Gaëtan Mauzé   |           |         |
| mars 2014 | En cours  | Odile Thellier |           |         |

## Population et société

### Démographie
À partir du XXIe siècle, les recensements réels des communes de moins de 10 000 habitants ont lieu tous les cinq ans. Pour Saint-Coutant, cela correspond à 2008, 2013, 2018, etc. Les autres dates de « recensements » (2006, 2009, etc.) sont des estimations légales.
| 1793 | 1800 | 1806 | 1821 | 1831 | 1836 | 1841 | 1846 | 1851 |
| ---- | ---- | ---- | ---- | ---- | ---- | ---- | ---- | ---- |
| 779  | 806  | 803  | 875  | 890  | 893  | 886  | 926  | 954  |

| 1856 | 1861 | 1866 | 1872 | 1876 | 1881 | 1886 | 1891 | 1896 |
| ---- | ---- | ---- | ---- | ---- | ---- | ---- | ---- | ---- |
| 939  | 899  | 873  | 846  | 876  | 861  | 836  | 824  | 737  |

| 1901 | 1906 | 1911 | 1921 | 1926 | 1931 | 1936 | 1946 | 1954 |
| ---- | ---- | ---- | ---- | ---- | ---- | ---- | ---- | ---- |
| 709  | 722  | 682  | 583  | 530  | 527  | 520  | 480  | 438  |

| 1962 | 1968 | 1975 | 1982 | 1990 | 1999 | 2006 | 2008 | 2013 |
| ---- | ---- | ---- | ---- | ---- | ---- | ---- | ---- | ---- |
| 429  | 392  | 309  | 272  | 260  | 259  | 263  | 264  | 285  |

| 2018 | 2022 | - | - | - | - | - | - | - |
| ---- | ---- | - | - | - | - | - | - | - |
| 280  | 277  | - | - | - | - | - | - | - |

## Lieux-dits

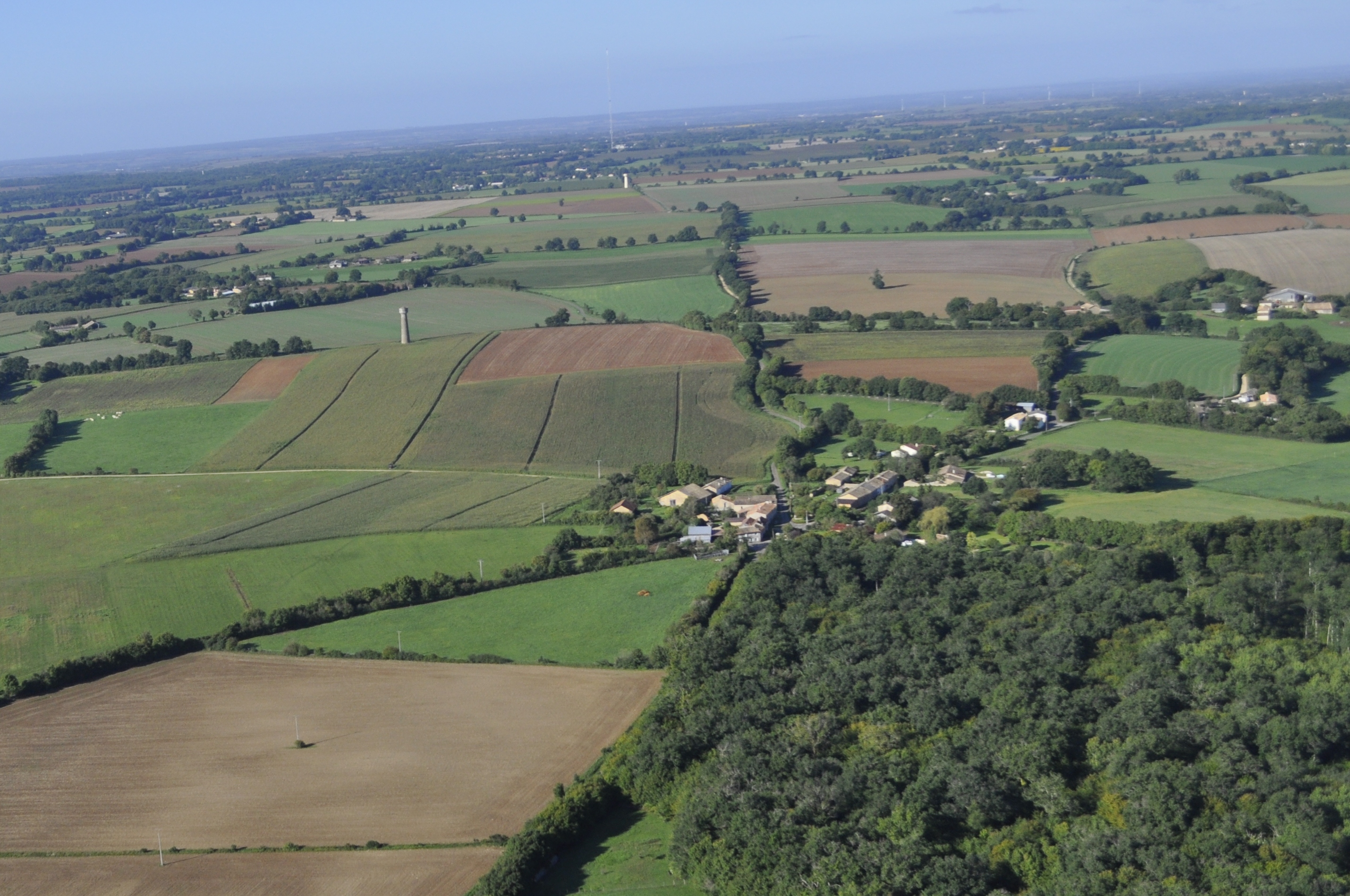
Crolour vu du ciel.

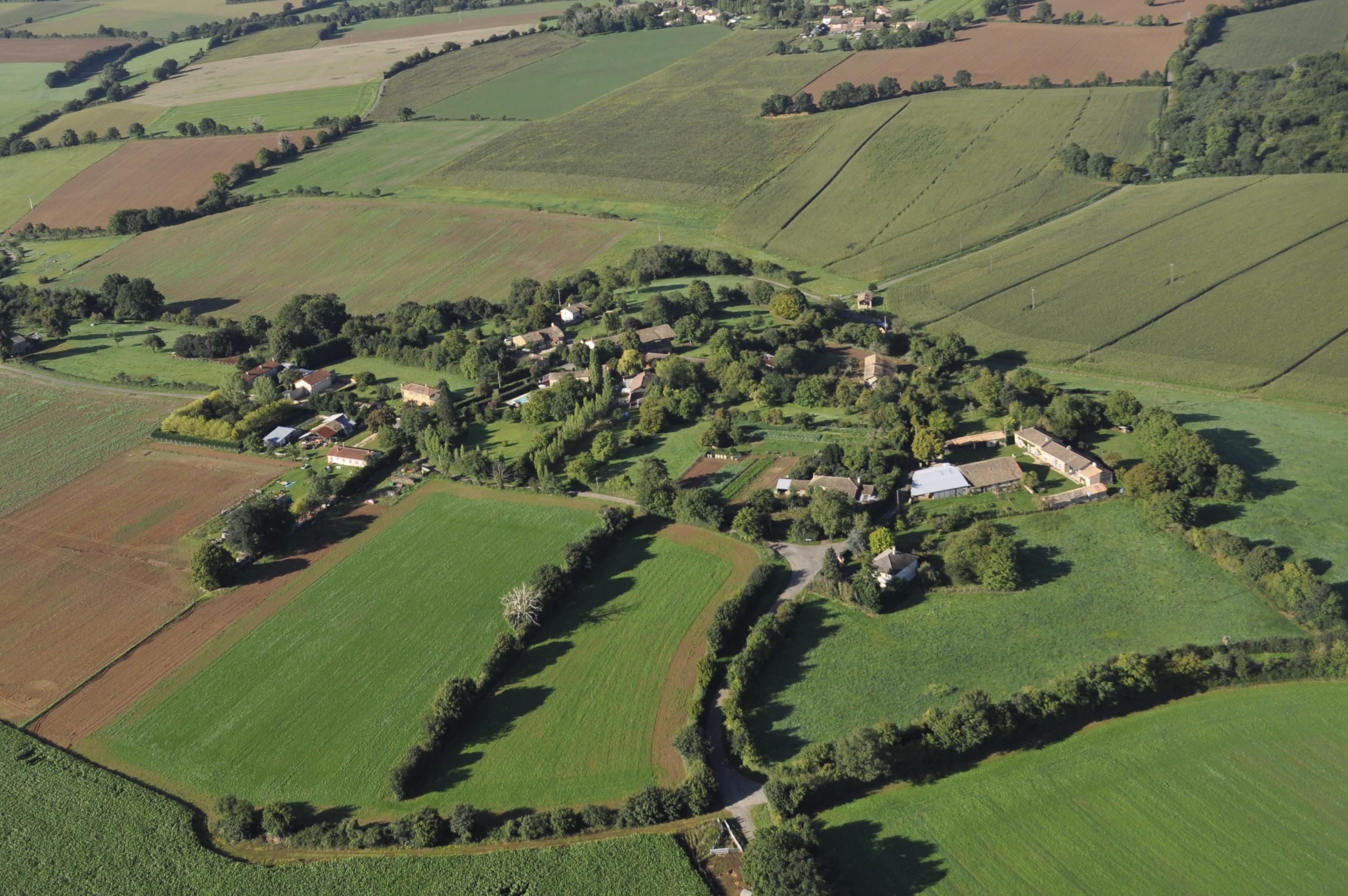
Huric (à gauche) et la Chevallerie (à droite).

Les maisons de Saint-Coutant se regroupent dans une série d'une trentaine de hameaux, dont les principaux sont :
- Le Bourg, au centre duquel se trouvent l'église Saint-Gilles ainsi que le bâtiment de l'école primaire (architecte : Paul-Antoine Mongeaud)[26], fermé en 1984, restauré en 1999 en une salle des Associations.
- Bourchenin, avec une ferme du XVIIe siècle[27], et Lanebouyère
- La Chevallerie, avec une ferme du XVIIe siècle[28].
- Crolour, sur la route romaine de Saintes (Mediolanum Santonum) à Poitiers (Limonum) en passant par Brioux-sur-Boutonne (Brigiosum) et Rom (Rauranum). À Crolour autrefois une foire annuelle avait lieu[29].
- Huric et le Tertre. Le bâtiment de l'école (architecte : Joseph Lachat)[30], fermée en 1962, héberge la mairie.
- Puy-Richard (« Le Puy » au XIIIe siècle). À côté, dans le bois du Molland se trouve le site d'une ferme fortifiée médiévale (vestiges d'une motte féodale)
- Verdroux, le plus important des hameaux de la commune.

## Culture locale et patrimoine

### Lieux et monuments
- Église Saint-Gilles de Saint-Coutant.